# Yuri Laptikov
Yuri Laptikov –en ruso, Юрий Лаптиков– (1958) es un deportista soviético que compitió en piragüismo en la modalidad de aguas tranquilas. Ganó dos medallas en el Campeonato Mundial de Piragüismo en los años 1982 y 1983.

## Palmarés internacional
| Campeonato Mundial | Campeonato Mundial    | Campeonato Mundial | Campeonato Mundial |
| Año                | Lugar                 | Medalla            | Evento             |
| ------------------ | --------------------- | ------------------ | ------------------ |
| 1982               | Belgrado (Yugoslavia) | Medalla de plata   | C2 500 m           |
| 1983               | Tampere (Finlandia)   | Medalla de bronce  | C2 10 000 m        |